# 劉育育
劉育育（1986年12月26日—），中華民國苗栗縣苑裡鎮的社會運動者、無黨籍政治人物，現任苑裡鎮鎮長。目前正就讀國立臺灣大學建築與城鄉研究所碩士班，為地方創生團體的「苑裡掀海風」、獨立書店「掀冊店」共同創辦人。2022年九合一選舉投入苗栗縣苑裡鎮鎮長選舉，最終擊敗爭取連任的中國國民黨鎮長劉秋東順利當選。

## 生平
劉育育在苑裡房裡成長，國中時父親離世，高中離家至台中就讀國立大里高中（今興大附中），考到駕照後協助接送罹癌母親接受化療。後來考上輔仁大學心理系，因而開始接觸社會議題，曾參與樂生療養院反迫遷運動。2013年參與「苑裡反瘋車」運動，在運動結束後決定留在家鄉耕耘，投入社區營造。此後長期在苑裡蹲點，投入地方文化與教育服務，包括賣芋頭幫學生課輔之「教芋部」計畫（時任教育部次長范巽綠也到訪）、與學校合作108課綱教育在地特色課程、舉辦海風季活動等。

## 獲獎
- 第一屆文化部社區營造獎-青年行動獎得主
- 國立臺灣大學工學院利他獎得主
- 文化部青年村落文化計畫首獎得主
- 教育部 Changermaker 青年社區參與行動全國金獎團隊得主

## 政治生涯

### 返鄉投入社會運動
劉育育自2013年參與「苑裡反瘋車」運動，運動結束後，劉育育與當時的夥伴林秀芃創立「苑裡掀海風」團隊，投身社區營造工作，例如：苑裡教芋部賣芋頭來幫學生課輔、與學校合作108課綱教育在地特色課程、舉辦海風季等等
返鄉服務8年，劉育育投入2022年鎮長選舉，與其他兩位政治素人，組成「毋免拜託聯盟」，以參選是應徵公職角度切入。2022年地方選舉「毋免拜託聯盟」推出1位苑裡鎮長和2位鎮民代表候選人，競選期間以審議民主的概念，舉辦參與式的政見說明會。劉育育成功擊敗爭取連任的中國國民黨鎮長劉秋東順利當選。

#### 2022年苑裡鎮鎮長選舉
- 選舉人數：37,221
- 投票數（投票率）：25,914（69.62%）
- 有效票（比率）：25,234（%），無效票（比率）：680（%）

| 號次 | 候選人 | 性別 | 政黨   | 得票數 | 得票率 | 當選標記 |
| ---- | ------ | ---- | ------ | ------ | ------ | -------- |
| 1    | 劉秋東 | 男   | 無黨籍 | 11,245 | 44.56% |          |
| 2    | 劉育育 | 女   | 無黨籍 | 13,989 | 55.44% |          |

### 第19屆苑裡鎮鎮長

#### 苑裡市場重建案
2018年，苑裡鎮公有零售市場清晨發生大火，攤位付之一炬；當時甫創辦「苑裡掀海風」的劉育育，鼓勵部分居民爭取將百年市場提報為古蹟；苗栗縣政府受理列為「暫定古蹟」，時任鎮長杜文卿認為此舉延宕重建進度、受限法規因而清理工作受阻，；2019年，「苑裡掀海風」辦理音樂會，隨後苑裡市場經文資審議登錄為歷史建築。
2022年，地方大選期間，劉育育在政見發表會中抨擊時任鎮長的劉秋東，對於苑裡市場改建消極怠惰、浪費公帑。當選鎮長上任後，劉育育針對劉秋東標案重新規劃，改以歷史建築部分作為重建主軸。
2023年6月，劉育育公所團隊提出公有零售市場拆除重建規劃，原前任鎮長規劃新台幣2.2億元重建市場，經重新規劃後，劉育育提出增加1.1億元預算，以總經費3.3億向鎮民代表會提出墊付案，因劉育育未提出工程設計圖說、預算明細，且墊付案須附上級機關確定補助核定經費公文，因此代表會決議不予通過、暫且擱置。
直至2023年8月鎮民代表會通過預算後，公所加速追趕延宕工期，於10月底及11月初分別決標新建區域的「拆除重建統包工程」，及歷史建築區域的「歷史建築因應設計及規劃設計」，2案雙軌並行，一面推動新建市場的設計及工程，一面持續進行歷史建築區域的規劃設計。2023年12月5日動工，將在2024年農曆新年過後開工，預計2025年6月陸續完工。。